# Orange (Polonia)
Orange es una empresa nacional de telecomunicaciones de Polonia establecida en diciembre de 1991, filial de Orange. Es una empresa de cotización pública que se negocia en la bolsa de Varsovia, en la que France Telecom tiene una participación de control con la toma de más del 50% de la compañía en 2002. La compañía opera los siguientes servicios: PSTN, ISDN, ADSL, IDSL, Frame Relay, ATM e Inmarsat. También posee la empresa PTK Centertel, que opera la red GSM 900/1800, Orange Polska; la red NMT450i, que en la actualidad es explotada como WLL (wireless local loop) en áreas rurales. En 2010, la empresa anunció que estaban cerca de los 0,5 millones de suscriptores de la televisión de pago, más de un 75% que el año anterior.
El 21 de diciembre de 2007 Telekomunikacja Polska fue multada con PLN 75 millones (aproximadamente EUR 20,7 millones) por la agencia polaca de protección al consumidor y la competencia, por discriminar a sus competidores en el mercado de servicios por internet. El servicio de Telekomunikacja Polska de ADSL es denominado Neostrada y se encuentra entre los más populares en Polonia.
El 16 de abril de 2012, TP fue renombrada como Orange.